# András Jakab salzburgi érsek
András Jakab salzburgi érsek (Andreas Jakob von Dietrichstein gróf; Iglau (Morvaország), 1689. május 27. – Salzburg, 1753. január 5.) 1747-től 1753-ig salzburgi hercegérsek.

## Családja
A nemesi Dietrichstein család nikolsburgi (morva) vonalából származott, amelynek eredete Karintiába vezethető vissza. Édesapja Maximilian Andreas (1638–1692) von Dietrichstein gróf, édesanyja Maria Justina (1647–1696), Edmund (Edmond) III. Schwarzenberg grófja Seigneur de Bierset leánya volt.

## Élete
Dietrichstein 1707-től Salzburgban tanult, ahol 1713-ban szavazati joggal rendelkező kanonok, 1729-ben székesegyházi esperes, 1730-ban prépost lett.

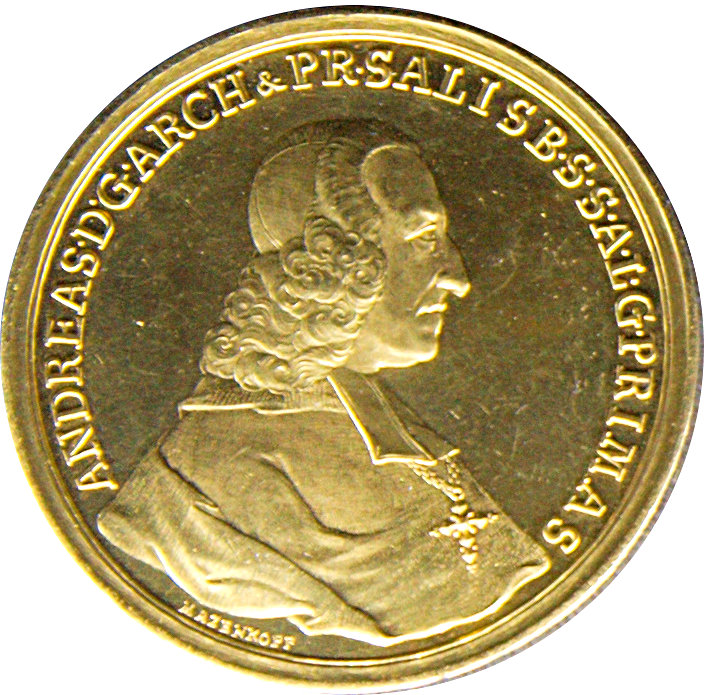
Ötvendukátos aranyérme érsekké választása alkalmából

1747. szeptember 10-én Liechtenstein gróf utódjaként Salzburg érsekévé választották. Valószínűleg kompromisszumos kanonokjelölt volt, de a salzburgiak akkoriban egyértelműen egy salzburgi herceget akartak, mégpedig Zsigmondot. 1749. június 1-jén szentelte püspökké Josef Maria Reichsgraf von Thun és Hohenstein, akkori gurki püspök. 
András Jakab méltó érsekként elődjével ellentétben népszerű volt a nép körében, egyszerű és vékony megjelenése volt. Jó ismerője volt a salzburgi viszonyoknak, lelkes és rendkívül szorgalmas ember, de a fesztiválok, álarcosbálok és a színház barátja is volt. Azonban szenvedett az érsekség nagy anyagi nehézségeitől is, amelyeket jelentősen súlyosbított a protestánsok korábbi kiűzése. Püspöki felszentelésének költségeit demonstratívan saját anyagi forrásából fedezte. Valamivel csökkenteni tudta a pápa által a püspöki felszentelésért követelt adó összegét, és azt is biztosítani tudta, hogy azt Mária Terézia császárnő fizesse meg.
Az anyagi nehézségekre való tekintettel egyrészt a bíróságon és az adminisztrációban különös megszorításokat szorgalmazott, az öltözködési szabályok korlátozásával és a nagy új építkezések mellőzésével, másrészt minden erejével igyekezett elősegíteni tartománya gazdaságát. A hellbrunni kastély elemeit is rosszul alakították ki. Az amúgy is romos „Schmiedgrotte” helyett a Hellbrunni Vízi Játékok „Mechanikus Színháza” épült. Lorenz Rosenegger 100 új figurák elkészítését és a 343 guldenes munka megkezdését finanszírozta, amit számos nehézséggel és jelentős költségnövekedéssel ért el. Felújíttatta a Linzer Gasse-i lepusztult Szent András-templomot is.

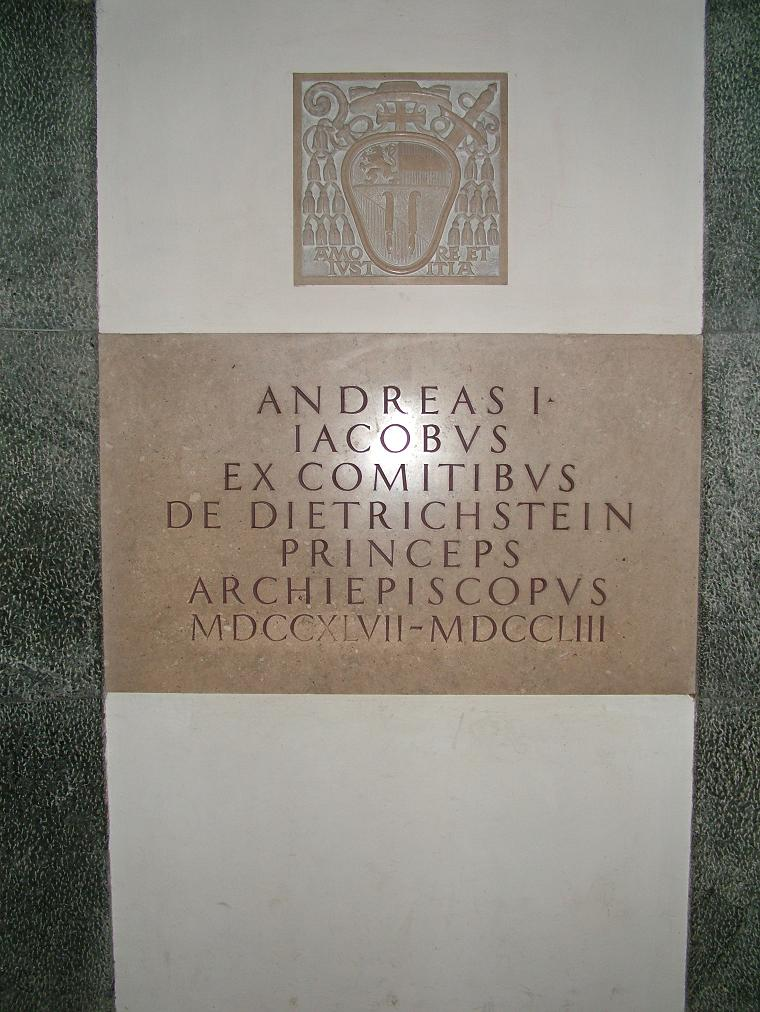
Az érsek sírja

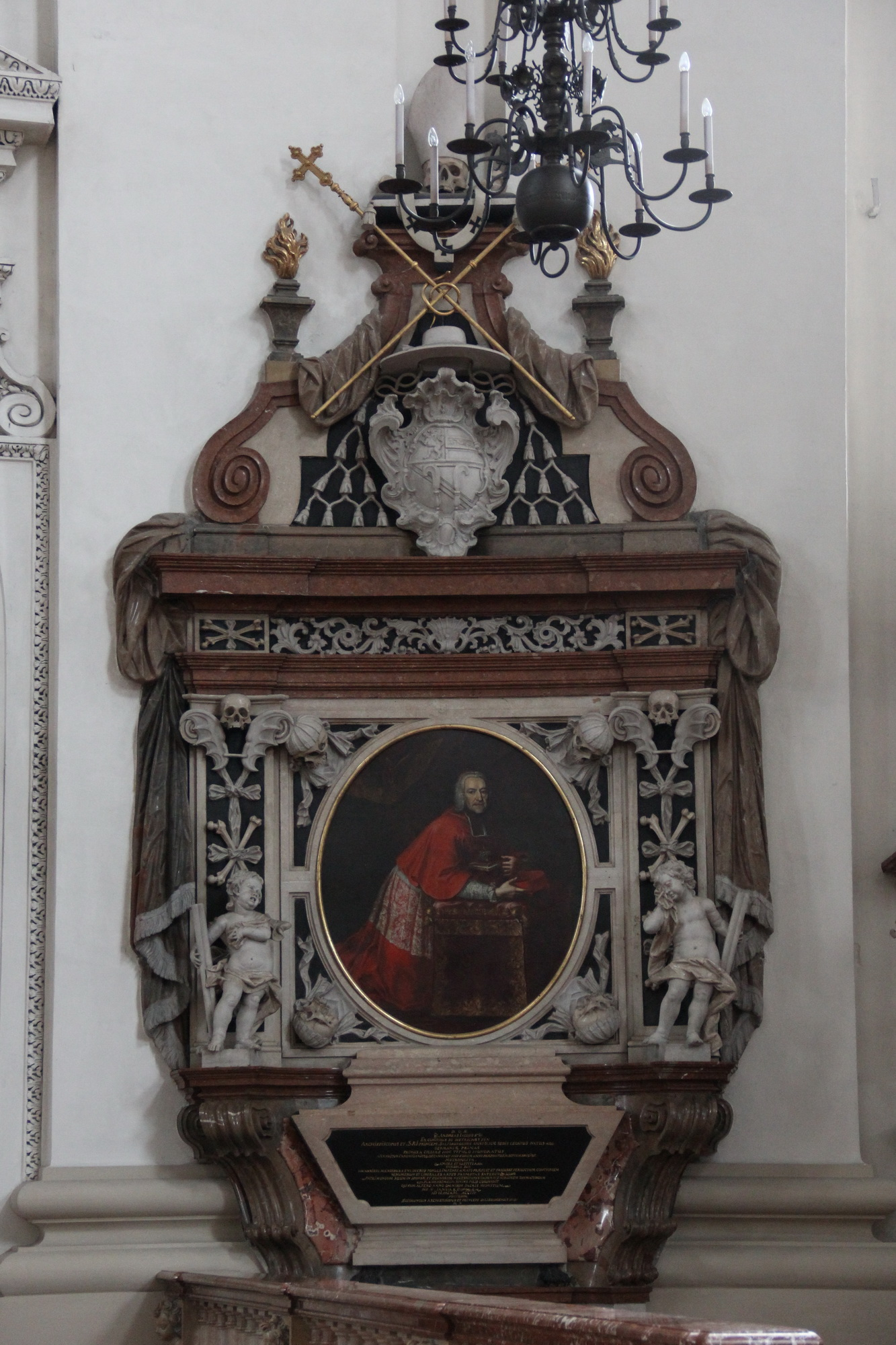
Síremléke a salzburgi dómban

A salzburgi dómban található emlékművének felirata (fotó) szerint ő volt az első salzburgi érsek, aki hivatalosan is megkapta a Primas Germaniae címet a  német-római császártól.
Mottója „amore et justitia” – „Szereteten és igazságosságon keresztül” –, amelyhez az igazságos fejedelem a nép barátjaként egész életében hűséges maradt.
1753. január 5-én hunyt el. A salzburgi székesegyház kriptájában temették el. Annak ellenére, hogy a takarékosságra helyezte a hangsúlyt, nagy adósságokat hagyott érsek utódjára.

## Fordítás
- Ez a szócikk részben vagy egészben  az   Andreas Jakob von Dietrichstein című német Wikipédia-szócikk ezen változatának fordításán alapul.  Az eredeti cikk szerkesztőit annak laptörténete sorolja fel. Ez a jelzés csupán a megfogalmazás eredetét és a szerzői jogokat jelzi, nem szolgál a cikkben szereplő információk forrásmegjelöléseként.

## Apostoli utódlás
| Előde: Jakab Ernő | salzburgi hercegérsek 1747–1753 | Utóda: Zsigmond |